# Joan Garriga

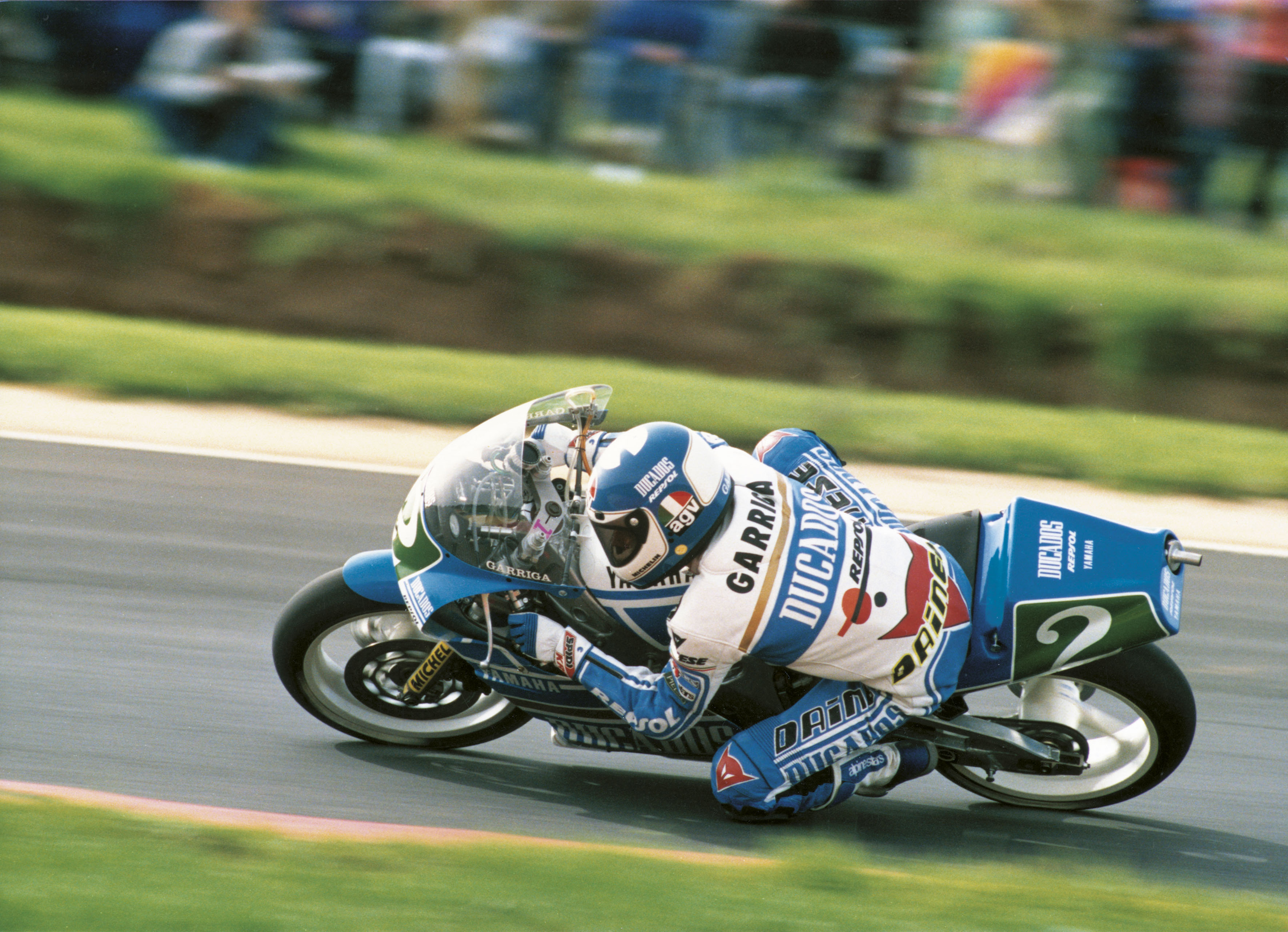
Joan Garriga tijdens de Grand Prix van Australië 1989.

Joan Garriga Vilaresau (Barcelona, 29 maart 1963 - aldaar, 27 augustus 2015) was een Spaans motorcoureur. Hij is drievoudig Grand Prix-winnaar in het wereldkampioenschap wegrace. Samen met Sito Pons zorgde hij voor de doorbraak van Spaanse coureurs in de 500 cc-klasse van het WK.

## Carrière
Garriga begon zijn internationale motorsportcarrière in 1984 in de 250 cc-klasse van het wereldkampioenschap wegrace op een Yamaha. Hij reed drie races, waarin hij geen punten scoorde en een veertiende plaats in Joegoslavië zijn beste resultaat was. Ook won hij dat jaar de 250 cc-klasse in het Spaans kampioenschap wegrace. In 1985 won hij een race in het Europees kampioenschap wegrace en werd hij veertiende in de eindstand. Tevens reed hij voor JJ Cobas een volledig seizoen in het WK 250 cc. Hij behaalde zijn beste resultaten met zevende plaatsen in Oostenrijk en België en werd met 8 punten achttiende in de eindstand.
In 1986 stapte Garriga binnen het WK wegrace over naar de 500 cc-klasse, waarin hij op een Cagiva reed. Een achtste plaats in de seizoensopener in Spanje was zijn beste resultaat en hij werd met 4 punten zeventiende in het klassement. Tevens reed hij in de 500 cc-klasse van het Spaans kampioenschap wegrace, waarin hij kampioen werd. In 1987 keerde hij in zowel het Spaanse kampioenschap als in het WK terug naar de 250 cc bij Yamaha. In het WK behaalde hij zijn eerste podiumplaats in Spanje en in Portugal voegde hij hier zijn eerste pole position en een tweede podiumfinish aan toe. Met 46 punten werd hij elfde in de eindstand. In het Spaanse kampioenschap won hij wederom de titel.

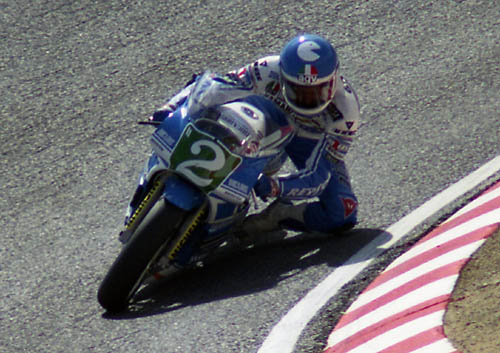
Joan Garriga tijdens de Grand Prix van Japan 1989.

In 1988 kende Garriga een succesvol seizoen in het WK 250 cc. Hij behaalde drie overwinningen in Portugal, de TT van Assen en in Tsjecho-Slowakije. Daarnaast behaalde hij nog zeven podiumplaatsen. Met 221 punten werd hij achter Sito Pons tweede in het kampioenschap. In 1989 waren zijn resultaten wat minder, met twee vierde plaatsen in Australië en Spanje als zijn hoogste klasseringen. Met 98 punten werd hij achtste in het klassement.
In 1990 keerde Garriga terug in het WK 500 cc bij Yamaha. Twee vijfde plaatsen in Tsjecho-Slowakije en Hongarije waren zijn beste resultaten en hij werd met 121 punten zesde in het kampioenschap. In 1991 behaalde hij zijn hoogste klasseringen met vierde plaatsen in Spanje en Maleisië, waardoor hij met 121 punten zevende werd. In 1992 behaalde hij zijn eerste en enige podiumfinish in Groot-Brittannië en werd zo met 61 punten wederom zevende. In 1993 stapte hij over naar het wereldkampioenschap superbike, waarin hij voor Ducati aan de eerste vier raceweekenden deelnam. Hij behaalde een podiumplaats in Hockenheim en werd met 71 punten twaalfde in de eindstand. Tevens reed hij de Grand Prix van Europa in het WK 500 cc bij Cagiva als eenmalige vervanger van de geblesseerde Mat Mladin, waarin hij negende werd.
Na het seizoen 1993 beëindigde Garriga zijn motorsportcarrière. Hierna kreeg hij regelmatig te maken met geldproblemen, waardoor hij zijn huis verloor. In 1998 en 2015 werd hij gearresteerd vanwege drugssmokkel. In 2003 kreeg hij twee jaar celstraf vanwege drugssmokkel en het op zak hebben van illegale wapens; deze celstraf werd uiteindelijk omgezet in een taakstraf. Op 27 augustus 2015 kwam hij op 52-jarige leeftijd om het leven bij een motorongeluk.